# El extraño viaje (álbum)
El extraño viaje es el quinto álbum de estudio del grupo español Fangoria, publicado el 23 de octubre de 2006 por DRO, Warner Music México, Warner Music Latina y +Más. Producido en su totalidad por Fangoria, aborda el viaje como cambio constante y huida del pasado, centrándose más en temas internos y el viaje interior. El título del álbum es una referencia a la película homónima de Fernando Fernán Gómez, ya que explora temas como el asesinato, la venganza, el travestismo y la huida de una realidad opresiva. Se inclina por canciones de estructura pop, caracterizadas por estribillos memorables, con influencias que abarcan desde el rock y el glam, hasta la electrónica.
Tras su lanzamiento, El extraño viaje recibió reseñas variadas de los críticos musicales. Pudo colocarse en la segunda posición de los álbumes más vendidos de España, permaneciendo doce semanas. Cuatro semanas tras su publicación llegó a alcanzar las 75,000 copias vendidas, obteniendo así el disco de oro. Se estima que comercializó unas 100,000 copias a nivel mundial.
Se lanzaron tres sencillos del álbum. El primero «Criticar por criticar», se posicionó en el primer puesto en la lista de sencillos más vendidos en España durante cuatro semanas. Los siguientes sencillos, «Ni contigo ni sin ti» y «El cementerio de mis sueños», también obtuvieron un primer puesto en España. El vídeo musical de «Ni contigo ni sin ti» fue dirigido por Juan Antonio Bayona.
Fangoria promocionó el álbum durante las giras El extraño viaje tour (2006-07) y Lámparas y xilófonos (2008). Además fue promocionado en el Fnac de Madrid el 23 de octubre, donde ofrecieron una actuación innovadora y sorprendente detrás del escaparate, un hecho que fue destacado en todos los informativos.

## Diseño, portada y lanzamiento

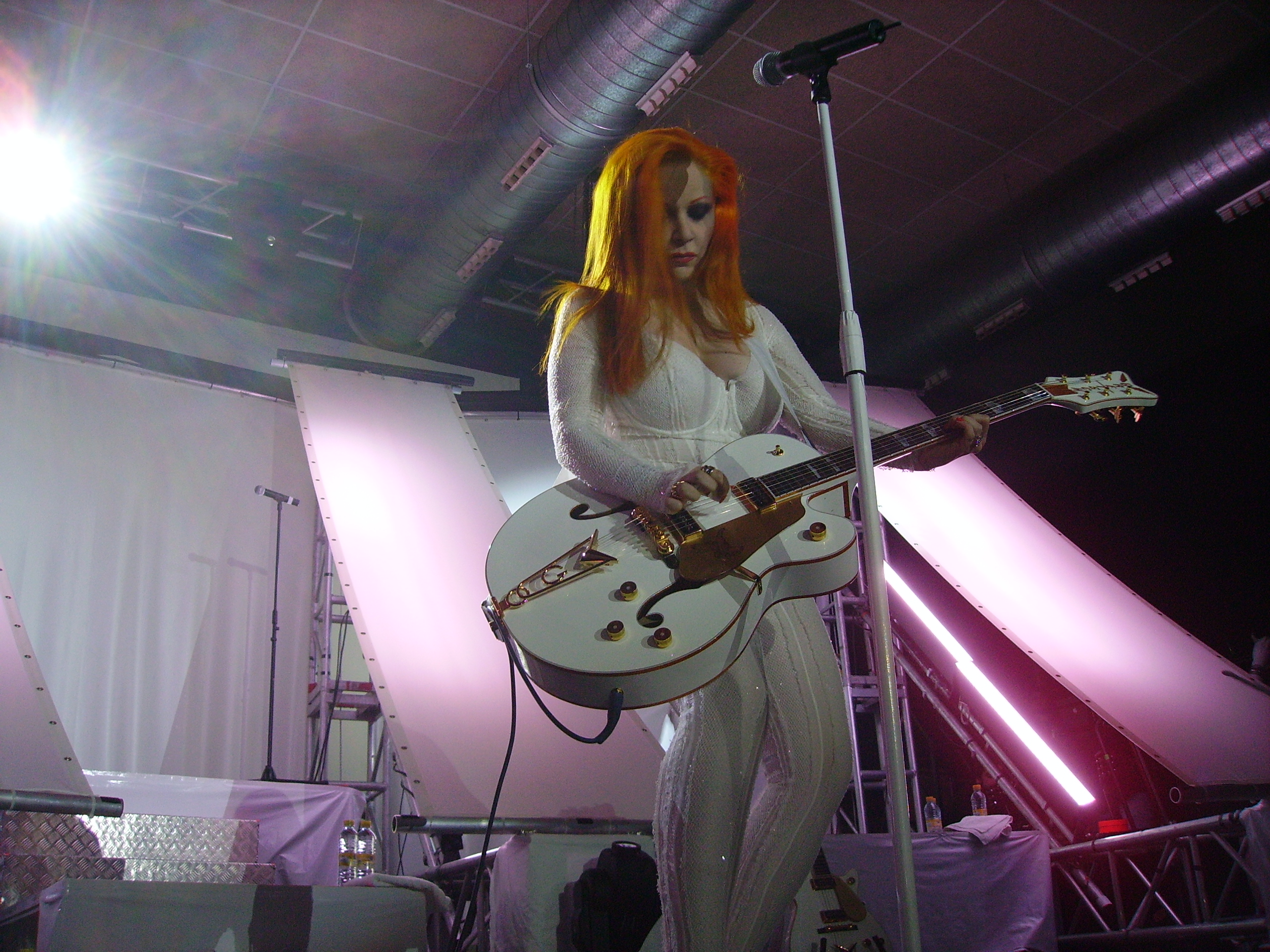
Alaska durante un concierto en noviembre de 2006. Durante ese año, la estética predominante en cuanto al vestuario fue el uso de prendas de color blanco, así como accesorios, instrumentos, etc.

El diseño del álbum adopta un estilo minimalista, con predominancia del blanco como fondo y textos en negro. La portada, la cual destaca por sus pequeños detalles en colores vivos, presenta a Alaska con cabello rojo y a Nacho Canut, vestido con traje blanco, ambos frente a un suave fondo azul. La disposición del nombre del grupo y el título del álbum sigue el estilo de un marco pictórico, con el nombre del grupo en mayúsculas y negritas en la parte superior izquierda, mientras que el título, en una fuente mayúscula y oblicua más delgada, se ubica en la esquina inferior derecha. La contraportada, siguiendo el esquema minimalista, presenta los números y títulos de las pistas sobre un fondo blanco, con la misma fuente oblicua del título del álbum. Incluye un símbolo estilizado de un cartucho u óvalo, dentro del cual se encuentra un arco y flecha en tensión, apuntando hacia una estrella de seis puntas. Este mismo diseño de arco y flecha se repite en el arte del disco compacto, que también es completamente blanco, manteniendo la coherencia estilística. La cita elegida por Alaska y Nacho para es una famosa línea de la película El mago de Oz (1939), pronunciada por Dorothy Gale (interpretada por Judy Garland): «Totó, tengo la sensación de que ya no estamos en Kansas».
El Extraño Viaje, fue lanzado simultáneamente en las tiendas de México y España el 23 de octubre de 2006. La difusión del álbum trascendió las fronteras españolas, y el 27 de marzo de 2007, estuvo disponible en Estados Unidos, alcanzando a una audiencia internacional. Posteriormente, el disco también fue lanzado en Argentina, consolidando la presencia de Fangoria en el mercado latinoamericano. 
La edición especial de El extraño viaje se incluyó un DVD titulado Así hicimos El extraño viaje, con una duración de 155 minutos. En este documental, Alaska y Nacho Canut ofrecieron una mirada íntima al proceso de creación del álbum, mostrando los entresijos de la grabación, desde la selección de las canciones hasta las diversas etapas en el estudio. También incluyó detalles sobre la sesión de fotos y el rodaje del videoclip de «Criticar por criticar», permitiendo a los fans conocer de cerca cómo se gestó este trabajo musical. 

## Música y letra
Las canciones que integran El extraño viaje presentan una amplia variedad de enfoques y emociones. Algunas son negativas y chismosas, como «Criticar por criticar», otras se caracterizan por un pesimismo exagerado, como «Fantasmas», «Nada más que añadir» y «Ni contigo ni sin ti». También hay temas caprichosos como «Plegarias atendidas» y vengativos o rencorosos como «Estés donde estés». Por otro lado, el álbum incluye canciones de tono más positivo, como «Las ventajas de olvidar» y «Cuestión de fe», así como otras más pragmáticas, como «Si lo sabe Dios, que se entere el mundo», «Sin perdón» y «A fuerza de vivir». También hay espacio para el juramento de amor eterno en «El cementerio de mis sueños».
Para este álbum, Fangoria apostó por composiciones de estructura pop y estribillos pegajosos, fusionando influencias que iban desde el rock y el glam hasta la electrónica y el electro pop. La grabación se llevó a cabo íntegramente en Madrid, y contó con la colaboración del bajista de Placebo, Stefan Olsdal, en la canción que cierra el álbum, «Nada más que añadir».

## Recepción

### Comercial
El extraño viaje obtuvo un notable éxito comercial desde su lanzamiento. El álbum se colocó directamente en el número dos de las listas de ventas, un logro significativo que reflejaba la expectación y el interés por parte de los fanáticos de Fangoria. Solo cuatro semanas después de su edición, el disco alcanzó el certificado de disco de oro, lo que indicaba que había vendido más de 50,000 copias en España. Sin embargo, el impacto no se limitó a este territorio, ya que el álbum también logró una gran acogida en México, lo que contribuyó a que superara las 100,000 copias vendidas entre ambos países. En cuanto a su desempeño en las listas de ventas, el álbum permaneció 12 semanas en las posiciones más altas de las listas españolas, consolidándose como uno de los discos más exitosos de la carrera de Fangoria.

## Promoción
La promoción del álbum se centró principalmente en la prensa, con una destacada presencia de Fangoria en prácticamente todos los diarios y revistas. Alaska, en particular, fue portada de publicaciones de gran prestigio como Rolling Stone, Zero y Psicologis. Además, se llevó a cabo una sólida promoción en televisión e internet, lo que contribuyó a aumentar la visibilidad del álbum. Sin embargo, resultó sorprendente y difícil de entender la casi nula promoción en la radio, un medio clave para la difusión musical, que quedó prácticamente ausente en la campaña de lanzamiento del disco.

### Sencillos

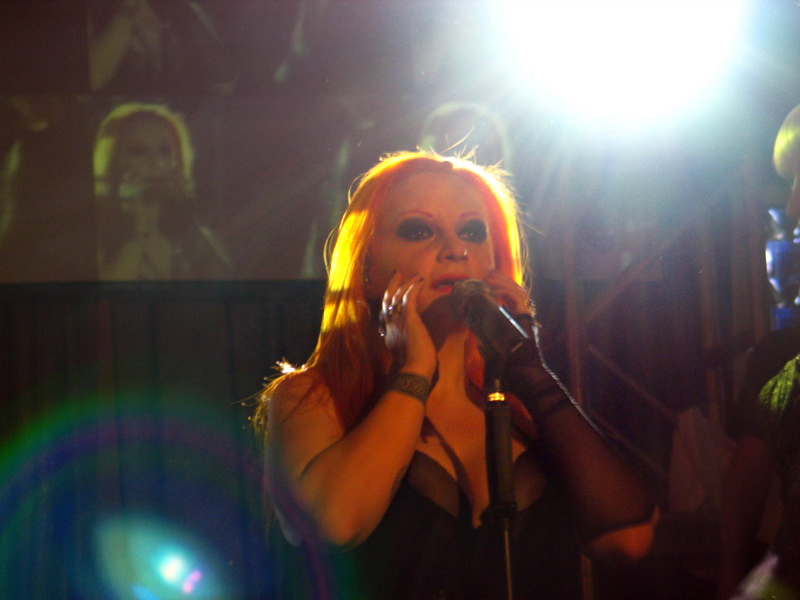
Alaska interpretando una canción durante un concierto de Fangoria el 19 de abril de 2007.

El 2 de octubre se lanzó el primer sencillo, «Criticar por criticar». El sencillo incluía la canción original y una remezcla de Chicks on Speed. Este tema logró un éxito inmediato, colocándose en el número uno de las listas de ventas durante cuatro semanas consecutivas. El video de «Criticar por criticar» fue grabado en Neza, una localidad de México, en una de las discotecas favoritas del dúo: Spartacus. Para la grabación, Alaska bailó junto a más de cuarenta personas, a quienes conoció entre su público durante su anterior visita a México. Todos los participantes en el video vestían de blanco, siguiendo la estética del álbum.
El 13 de febrero de 2007, se lanzó el segundo sencillo, «Ni contigo ni sin ti». En esta ocasión, el sencillo adoptó un esquema de color naranja en lugar del blanco utilizado en el anterior. La portada fue diseñada por Salvador Alimbau sobre una fotografía de Gauerca. La cara B del sencillo presentó una versión colaborativa con el grupo Dover del tema «Sorry I'm a Lady» de Baccara. Al igual que el primer sencillo, «Ni contigo ni sin ti» alcanzó rápidamente primer puesto en las listas de ventas, consolidando el éxito del álbum.
El 17 de julio se lanzó el tercer y último sencillo, titulado «El cementerio de mis sueños». En esta ocasión, el color elegido para la portada fue el morado. El sencillo incluyó una remezcla del músico canadiense Sebastián Komor, así como un dueto con el grupo Mägo de Oz, interpretando el tema «El rey del glam» de Alaska y Dinarama. Al igual que los sencillos anteriores, «El cementerio de mis sueños» alcanzó el primer puesto en las listas de ventas, continuando el éxito del álbum.

### Presentaciones en directo y gira
El 23 de octubre, El Extraño Viaje fue presentado en el Fnac de Madrid, donde Fangoria realizó una sorprendente y original actuación detrás del escaparate, un evento que fue ampliamente comentado en todos los informativos.
En mayo, se lanzó el DVD ¡Viven!, que incluía el concierto íntegro ofrecido por Fangoria el 9 de febrero en la Carpa Movistar de Barcelona. Además, el DVD presentaba un making of de casi una hora con imágenes de todo lo que ocurrió alrededor del concierto, y la opción de escuchar el evento con los comentarios de Olvido y Nacho. ¡Viven! alcanzó el primer puesto en las listas de ventas, donde permaneció durante las primeras cuatro semanas tras su lanzamiento.

## Lista de canciones
Todas las canciones fueron producidas por Fangoria.
| N.º | Título                                    | Escritor(es)                                                       | Duración |  |
| 1.  | «Fantasmas»                               | Fernando Delgado Ignacio Canut Mauro Canut Olvido Gara Pablo Sycet | 3:44     |  |
| 2.  | «Criticar por criticar»                   | Delgado Canut M. Canut Gara                                        | 3:32     |  |
| 3.  | «Plegarias atendidas»                     | Canut M. Canut Gara Sycet                                          | 4:10     |  |
| 4.  | «El cementerio de mis sueños»             | Canut M. Canut Gara Sycet                                          | 3:08     |  |
| 5.  | «Sin perdón»                              | Delgado Canut Manuel Ríos M. Canut Gara                            | 3:30     |  |
| 6.  | «A fuerza de vivir»                       | Delgado Canut Ríos M. Canut Gara                                   | 3:54     |  |
| 7.  | «Si lo sabe Dios, que se entere el mundo» | Canut M. Canut Gara Sycet                                          | 3:02     |  |
| 8.  | «Ni contigo ni sin ti»                    | Canut Juan Carlos Moreno Gara                                      | 3:47     |  |
| 9.  | «Cuestión de fe»                          | Canut Moreno Gara Sycet                                            | 3:17     |  |
| 10. | «Las ventajas de olvidar»                 | Canut M. Canut Gara Sycet                                          | 3:41     |  |
| 11. | «Estés donde estés»                       | Canut Juan Carlos Molina Juan Sueiro Gara                          | 3:26     |  |
| 12. | «Nada más que añadir»                     | Canut M. Canut Gara Sycet                                          | 3:18     |  |

- Edición mexicana.

| DVD: El extraño viaje |                                            |          |  |
| N.º                   | Título                                     | Duración |  |
| 1.                    | «Documental: Así hicimos el extraño viaje» | 2:35:00  |  |